# Procédé agroalimentaire

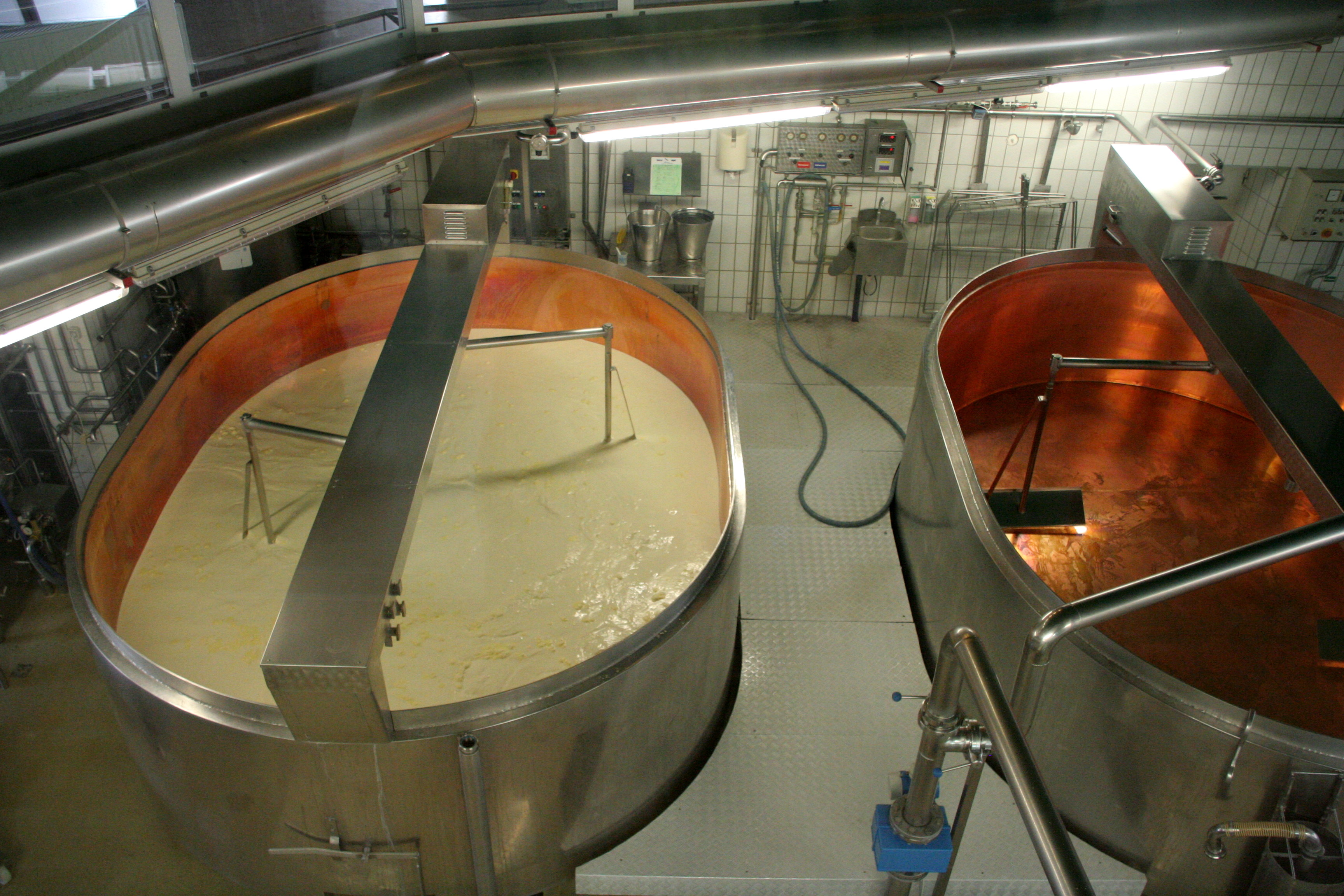
Production de fromage. 10 000 litres de lait sont contenus dans la cuve de gauche, le lait est mélangé avec de la présure et est maintenant cassé pour la production d'emmental.

Les procédés agroalimentaires sont les moyens utilisés par l'industrie agroalimentaire pour transformer les produits agricoles alimentaires issus d'animaux (vache, poule, etc.) et de végétaux (céréales, légume, etc.) en aliments transformés industriels dévolus à l'alimentation humaine.
Les procédés de transformation des aliments regroupent l'ensemble des techniques et méthodes employées pour convertir les matières premières agricoles en produits alimentaires prêts à être consommés c'est-à-dire en produit finis. 
Ces procédés comprennent des étapes essentielles telles que la cuisson, la fermentation, la pasteurisation et le conditionnement, qui sont cruciales pour assurer la sécurité alimentaire et prolonger la conservation des produits. En maîtrisant ces différentes étapes, l'industrie agroalimentaire est en mesure de répondre aux besoins nutritionnels de la population tout en respectant les normes environnementales et sanitaires.
Les procédés alimentaires ont deux objectifs principaux : rendre les aliments savoureux, c'est-à-dire agréables à consommer, à savourer et assurer la conservation des aliments au-delà de leur période de récolte, tout en garantissant des conditions optimales de sécurité.
Les procédés de transformation alimentaire se composent généralement d'une série d'étapes distinctes appelées "opérations unitaires". Ces étapes spécifiques permettent de réaliser des transformations partielles du produit avant d'aboutir au résultat final du processus global. Par exemple, dans les processus de panification, on retrouve des opérations unitaires comme la cuisson et le pétrissage. Dans l'industrie des boissons, l'extraction et la fermentation et dans l'industrie sucrière, la cristallisation et le séchage. Chaque secteur de l'industrie alimentaire utilise des opérations unitaires adaptées à ses besoins spécifiques, permettant ainsi d'obtenir le produit final désiré à travers une série d'étapes contrôlées et optimisées.
L'automatisation gagne du terrain dans l'industrie agroalimentaire, offrant de nombreux avantages. Les entreprises adoptent des technologies avancées pour rationaliser leurs processus de production, rehausser la qualité de leurs produits et renforcer la sécurité alimentaire par l'intégration croissante de dispositifs sophistiqués tels que des capteurs de précision, des systèmes de contrôle automatisés et des robots industriels. 
Ces outils technologiques sont déployés dans diverses étapes de la chaîne de production, qui permettent une surveillance constante, une gestion plus efficace et une exécution plus précise des tâches, de la transformation des aliments à leur emballage.